# Desulfotomaculum halophilum
Desulfotomaculum halophilum es una bacteria halófila capaz de reducir sulfato. Generera endosporas, y posee una forma larga, con forma de bastoncillo entre recto y curvo y con cepa tipo SEBR 3139 T (= DSM 11559 T).

## Otras lecturas
- Adams, Michael W., et al., eds. Bioquímica y fisiología de las bacterias anaerobias. Springer, 2003.